# Tyrannörn
Tyrannörn (Spizaetus tyrannus) är en amerikansk fågel i familjen hökar med vid utbredning från Mexiko till Argentina. Den är en medelstor, huvuvdsakligen svart örn med tofs på huvudet. Arten minskar i antal, men beståndet anses ändå vara livskraftigt.

## Utseende och läte
Tyrannörnen är en slank och medelstor (58–71 cm) örn med breda vingar, lång stjärt, en kort och bred huvudtofs och befjädrade ben. I flykten kretsar den på plana vingar som hålls framåt.
Både hona och hane har en huvudsakligen svart fjäderdräkt. Honan har vitt inslag i tofsen, som tvärband på "låren" och ibland i fläckar på strupe och buk. På stjärten syns tre breda grå tvärband. Hanen är tydligare vitbandad på låren och är oftare vitfläckig på strupe och buk. I flykten syns även vita fläckar på undre vingtäckarna. Lätet återges i engelsk litteratur som "whit, whit-whit wheeeear".

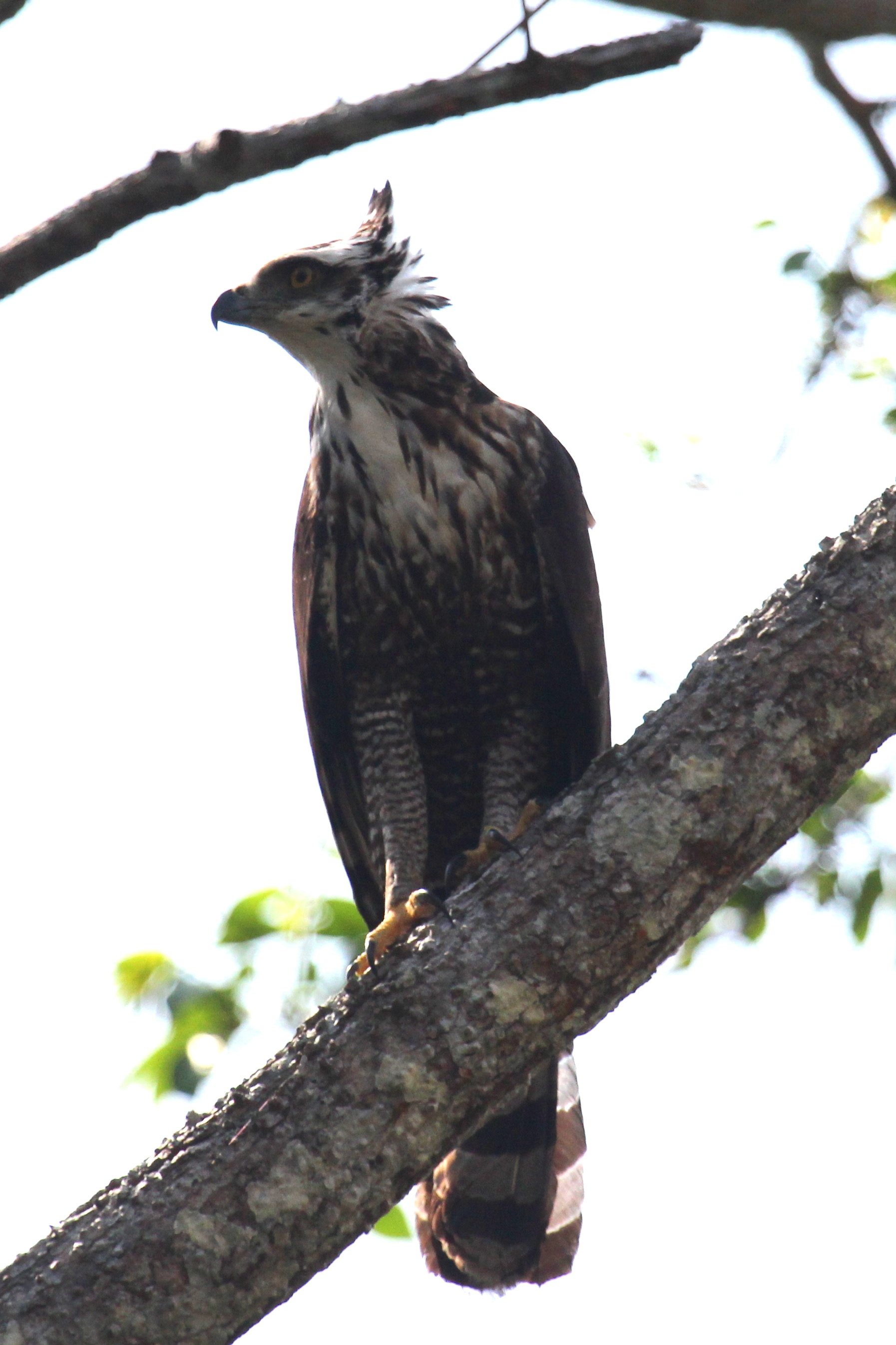
Ungfågel.

## Utbredning och systematik
Tyrannörnen delas in i två underarter med följande utbredning:
- Spizaetus tyrannus serus – skogar från södra Mexiko till nordöstra Argentina och Brasilien samt på Trinidad
- Spizaetus tyrannus tyrannus – östra och södra Brasilien samt nordöstligaste Argentina (Misiones)

Tyrannörnen är systerart till de övriga tre arter som numera placeras i Spizaetus.

## Levnadssätt
Tyrannörnen hittas i skogslandskap, vanligen upp till 1 500 meters höjd men ibland till 3000 meter. Den för ett tillbakadraget leverne sittande inne i trädkronor och ses därför sällan. Fågeln jagar från sittplats efter fåglar upp till en chachalacas storlek och däggdjur stora som aparten mösskapucin (Cebus apella). I Panama har nykläckta ungar noterats i februari, befjädrade i juli och flygklara i augusti.

## Status och hot
Världspopulationen uppskattas till mellan 50 000 och en halv miljon vuxna individer. Den tros minska i antal, dock inte tillräckligt kraftigt för att den ska betraktas som hotad. IUCN kategoriserar därför arten som livskraftig (LC).

## Namn
Arten har även kallats svart hökörn på svenska.